# Pere Gatell Carnicer
Pere Gatell Carnicer (Reus, 1741 - Puerto de Santa María, 1792) va ser cirurgià militar i escriptor català.
El seu pare, Josep Gatell, era cirurgià a Reus. Pere Gatell estudià a la Universitat de Cervera i al Reial Col·legi de Cirurgia de Cadis, on, a més de les assignatures pròpies de Medicina, cursà també física, química i matemàtiques. El 1768 va ingressar al Cos de Sanitat de l'Armada com a cirurgià. Va ser destinat a diversos vaixells, que el portaren a Cuba, i freqüentà altres ports d'Amèrica. Segons explica ell mateix, el 1786 va sol·licitar abandonar l'exèrcit, per trobar-se en incapacitat física i moral d'exercir l'ofici de cirurgià. El 1787 va obtenir la llicència, però sense retribució, ja que no havia complert els 25 anys de servei reglamentaris, sinó només 23. Preocupat per problemes econòmics, marxà de l'Havana i s'instal·là a Madrid, on presentà a la Cort una obra amb quatre estudis sobre allò que li agradava, l'astronomia i la navegació. També s'oferia per a redactar una història de la Marina. La precarietat econòmica l'obligà a demanar, el 1788, l'autorització per poder exercir la medicina, però el 1789 ja no es presenta com a "Médico de la Armada" sinó com a "filósofo", com explica a la presentació que va fer al seu llibre Modo de preservar de los rayos á las personas, casas y demas edificios, que dedica al Comte de Floridablanca. També publicà un opuscle, Panegírico que á imitacion de Plinio, dirige á nuestro. muy augusto monarca Don Carlos IV, del que la Cort no en va fer cas. Decebut, marxà a Cadis, on fundà El Argonauta español: periódico gaditano, lloc on Gatell desenvoluparà el seu interes per la ciència amb articles rigorosos, però on buscava també l'aspecte divulgatiu. En la seva publicació tractava tota mena de temes, dirigits a una ampla varietat de públic. El Argonauta español va ser suprimit, com molts altres periòdics, el febrer de 1791, quan una reial resolució va prohibir totes les publicacions periòdiques exceptuant les oficials. Però Gatell té interès actualment per haver tractat temes cervantins. Va publicar La Moral de don Quixote: deducida de la historia que de sus gloriosas hazañas escribió Cide-Hamete Benengelí, por su grande amigo el Cura (Madrid 1789-1792) en dos volums, i Historia del mas famoso escudero Sancho Panza, desde la gloriosa muerte de Don Quixote de la Mancha hasta el último dia y postrera hora de su vida, (1793-1795), també en dos volums, publicat pòstumament. Gatell és autor només de la primera part d'aquesta segona obra. Els llibres tingueren èxit i van ser reimpresos. Utilitzant els personatges de Cervantes, Gatell feia una proposta de programa educatiu, on l'ensenyament no és només un dret, sinó també un deure. Els llibres estan digitalitzats a la Biblioteca Digital Hispánica.